# 鹽田仔 (大埔區)
鹽田仔（英語：Yim Tin Tsai）位於香港新界東北部，是大埔區吐露港內的一個小島。鹽田仔跟沙欄比華利山別墅由海堤連接，海堤是三門仔路的一部分，為連接該島的唯一陸路。
該島北面有三門仔新村、聯益新村和暉曜花園，為該島上唯一有人居住的地方。其中三門仔村原處於船灣白沙頭。後於1960年代，香港政府在船灣興建船灣淡水湖，三門仔村舊址會被水淹。因此政府便在鹽田仔重置三門仔村，故此該村一帶亦俗稱三門仔。
鹽田仔跟馬屎洲由一沙洲連接，三門仔新村至沙洲全程為石鋪的路或樓梯，在往沙洲的方向有兩個分岔路，兩個分岔路都要選擇左方，沿途有很多墳墓，亦為該區唯一交通可達的地方。

## 注腳
1. ↑  地政總署測繪處. . 地政總署. 2007. 962-567-179-X.